# Robert Volkmann

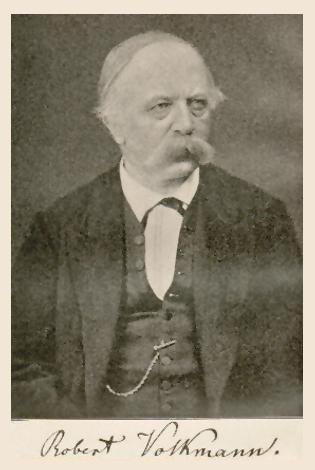
Robert Volkmann.

Friedrich Robert Volkmann, född den 6 april 1815 i Sachsen, död den 29 oktober 1883 i Budapest, var en tysk tonsättare.
Volkmann utbildade sig till en början för skollärarkallet, men ägnade sig sedan åt musiken samt studerade teori för Becker i Leipzig, där han gjorde bekantskap med och tog starkt intryck av Schumann. Han flyttade 1839 som musiklärare till Prag och 1842 till Budapest, levde 1854-58 i Wien och sedan åter i Budapest, sista tiden som professor i harmoni och kontrapunkt vid musikakademien.
I Nordisk Familjenok heter det: "Som tonsättare kännetecknas V. af hjärtevinnande uttryck och rätt mycken originalitet. Hans alstrings tyngdpunkt ligger på det instrumentala området. V:s många pianokompositioner äro romantiska och poetiska samt i allmänhet af utprägladt ungersk karaktär."
Mycket spelade var hans båda symfonier, 6 stråkkvartetter och 3 intagande stråkserenader, uvertyr till "Rikard III", 2 pianotrior (den i B-moll ses som hans yppersta verk) och en cellokonsert. Av sångverk skrev han mässor och hymner för mansröster, sånger för blandade röster och för soloröst, An die Nacht för alt med orkester, Sappho för sopran med orkester med mera.